# Leaseplan Danmark
Leaseplan Danmark A/S (ALD Automotive A/S) er en dansk billeasingvirksomhed med hovedkvarter i Brøndby. Virksomheden er et datterselskab til den franske billeasingvirksomhed ALD Automotive. De tilbyder privatleasing og erhvervsleasing af personbiler og varebiler i Danmark. De har ca. 150 ansatte og en årsomsætning på 2 mia. kroner. ALD Automotive A/S blev stiftet i 1978 og Leaseplan Danmark blev stiftet i 1992.